# Andy Holmes
Andrew John "Andy" Holmes (ur. 15 października 1959 w Uxbridge, zm. 24 października 2010 w Londynie) – brytyjski wioślarz, trzykrotny medalista igrzysk olimpijskich i mistrzostw świata.

## Kariera
Wystąpił na igrzyskach olimpijskich w Los Angeles w 1984, gdzie osada Wielkiej Brytanii w składzie: Martin Cross, Richard Budgett, Andy Holmes, Steve Redgrave i Adrian Ellison (sternik) zdobyła złoty medal w czwórkach ze sternikiem. W finale A Brytyjczycy o 1,64 sekundy wyprzedzili osadę USA i o 5,04 sekundy osadę Nowej Zelandii. Na rozgrywanych cztery lata później igrzyskach olimpijskich w Seulu wspólnie z Redgrave'em wywalczył złoty medal w dwójkach bez sternika. Na tych samych igrzyskach Holmes, Redgrave i Patrick Sweeney zajęli trzecie miejsce w dwójkach ze sternikiem. W finale uplasowali się o 3,26 sekundy za Włochami i o 1,32 sekundy za osadą NRD. 
W dwójkach ze sternikiem zdobył także złoto medale na mistrzostwach świata w Nottingham (1986) i srebro na mistrzostwach świata w Kopenhadze (1987). Na mistrzostwach świata w Kopenhadze zdobył również złoty medal w dwójkach bez sternika, jego partnerem ponownie był Steve Redgrave. 
Ponadto zdobył złote medale w dwójkach bez sternika i czwórkach ze sternikiem podczas igrzysk Wspólnoty Narodów w Edynburgu w 1986.
Po zakończeniu kariery prowadził firmę zajmującą się przeprowadzkami. Po wieloletniej przerwie powrócił do wioślarstwa zostając trenerem. Był dwukrotnie żonaty, z pierwszą żoną miał czwórkę dzieci, z drugą jedno.
Zmarł w 2010 na skutek uszkodzenia wątroby i nerek spowodowanych leptospirozą. 
Kawaler Orderu Imperium Brytyjskiego. 